# The Prisoner (serija)
The Prisoner (doslovno: „Zatvorenik“) je britanska špijunsko-naučno-fantastična TV-serija koja se originalno emitovala na programu mreže ITV od 1967. do 1968.
Njen protagonist je bio britanski obavještajac koji je nakon iznenadne ostavke otet i odveden u tajanstveno „Selo“ gdje njegovi otimači nastoje otkriti zbog čega je podnio ostavku. Tvorac serije i tumač glavnog lika je bio Patrick McGoohan, kome je to bila najpoznatija uloga u karijeri. Zbog razbijanja tadašnjih žanrovskih konvencija, odnosno orvelovske paranoje i korištenja elemenata antiestablišmentske kontrakulture stekla je ogromnu popularnost, a kasnije i kult status. Danas se smatra jednom od najuticajnijih TV-serija ikada snimljenih.

## Literatura
- Carrazé, Alain; Oswald, Hélène (1990). The Prisoner - A Televisionary Masterpiece. London: W. H. Allen Ltd. ISBN 1-85227-338 0.
- White, Matthew; Jaffer Ali (1988). The Official Prisoner Companion. New York, N.Y.: Warner Books Inc. ISBN 9780446387446.
- Britton, Wesley Alan (2004). „Chapter 6: The Cold War and Existential Fables: Danger Man, Secret Agent, and The Prisoner”. Spy television. Westport, CT, USA: Greenwood Publishing Group. стр. 93—110. ISBN 978-0-275-98163-1.
- Fairclough, Robert (ур.). The Prisoner: The Original Scripts. vol. 1. foreword by Lewis Greifer. Reynolds & Hearn. ISBN 978-1903111765. OCLC 61145235.
- Fairclough, Robert (ур.). The Prisoner: The Original Scripts. vol. 2. foreword by Roger Parkes. Reynolds & Hearn. ISBN 978-1903111819. OCLC 61145235.

## Spoljašnje veze
- The Prisoner на веб-сајту  (језик: енглески)
- The Prisoner на веб-сајту  (језик: енглески)
- The Prisoner classic series online at AMCTV
- Berger, Arthur Asa. „The Prisoner”. Encyclopedia of Television. Spy Programs. Museum of Broadcast Communications. Архивирано из оригинала 15. 04. 2012. г. Приступљено 16. 9. 2009.
- The Prisoner. article at British Film Institute Screen Online
- "Why 'The Prisoner' Endures" by John Fund, Wall Street Journal, 2009-01-20